# 1931 au Brésil
Chronologie du Brésil
- 1927
- 1928
- 1929
- 1930
- 1931
- 1932
- 1933
- 1934
- 1935

Cette page concerne des événements d'actualité qui se sont produits durant l'année 1931 au Brésil.

## Événements
- 23 avril : le président Getúlio Vargas signe un décret statuant de la création du département de l'aviation civile.
- 1er octobre : adoption de l'heure d'été.
- 12 octobre : inauguration de la statue du Christ Rédempteur sur le Corcovado, à Rio de Janeiro.

## Naissances
- 18 juin : Fernando Henrique Cardoso, 34e président du Brésil
- 9 août : Mário Zagallo, footballeur et entraineur de l'équipe nationale du Brésil
- 3 septembre : Paulo Maluf, homme politique.
- 17 octobre : José Alencar, homme politique (mort en 2011).

## Décès
- 23 mai : Roque Callage, écrivain (né en 1886)